# ジェロールド郡 (サウスダコタ州)
ジェロールド郡（英: Jerauld County）は、アメリカ合衆国サウスダコタ州の中央部南に位置する郡である。2010年国勢調査での人口は2,071人であり、2000年の2,295人から9.8％減少した。郡庁所在地はウェシントンスプリングス市（人口956人）であり、同郡で人口最大の町でもある。

## 歴史
ジェロールド郡は1873年に「ウェットモア郡」として組織化された。1881年、ウェットモア郡と南隣のクラーギン郡が合併してオーロラ郡となった。1883年、元のウェットモア郡の領域が再度分離して現在のジェロールド郡になった。

## 地理
アメリカ合衆国国勢調査局に拠れば、郡域全面積は533平方マイル (1,380.5 km2)であり、このうち陸地は530平方マイル (1,372.7 km2)、水域は3平方マイル (7.8 km2)で水域率は0.51％である。

### 主要高規格道路
- アメリカ国道281号線
- サウスダコタ州道34号線
- サウスダコタ州道224号線

### 隣接する郡
- ビードル郡 - 北東
- サンボーン郡 - 東
- オーロラ郡 - 南
- ブリュレ郡 - 南西
- バッファロー郡 - 西
- ハンド郡 - 北西

## 人口動態
以下は2000年の国勢調査による人口統計データである。
| 基礎データ - 人口: 2,295人 - 世帯数: 987 世帯 - 家族数: 651 家族 - 人口密度: 2人/km2（4人/mi2） - 住居数: 1,167軒 - 住居密度: 1軒/km2（2軒/mi2） 人種別人口構成 - 白人: 99.00% - ネイティブ・アメリカン: 0.57% - アジア人: 0.13% - 混血: 0.31% - ヒスパニック・ラテン系: 0.31% 年齢別人口構成 - 18歳未満: 21.4% - 18-24歳: 6.9% - 25-44歳: 19.8% - 45-64歳: 26.2% - 65歳以上: 25.6% - 年齢の中央値: 46歳 - 性比（女性100人あたり男性の人口） - 総人口: 98.4 - 18歳以上: 96.0 | 世帯と家族（対世帯数） - 18歳未満の子供がいる: 24.3% - 結婚・同居している夫婦: 56.4% - 未婚・離婚・死別女性が世帯主: 6.3% - 非家族世帯: 34.0% - 単身世帯: 31.3% - 65歳以上の老人1人暮らし: 17.7% - 平均構成人数 - 世帯: 2.28人 - 家族: 2.85人 収入と家計 - 収入の中央値 - 世帯: 30,690米ドル - 家族: 36,076米ドル - 性別 - 男性: 24,583米ドル - 女性: 17,500米ドル - 人口1人あたり収入: 16,856米ドル - 貧困線以下 - 対人口: 20.6% - 対家族数: 15.2% - 18歳未満: 30.9% - 65歳以上: 8.3% |

## 都市と町
都市名の後の数字は2010年国勢調査での人口を示す。
| - 1. ウェシントンスプリングス 956 - 郡庁所在地 - 2. アルペナ 286 - 3. レーン 59 |

### 郡区
ジェロールド郡は下記14の郡区に分けられている。
| - アルペナ - アニナ - ブレイン - チェリー - クロウ - クロウレイク - フランクリン | - ハーモニー - ローガン - マーラー - メディア - プレザント - ビオラ - ウェシントンスプリングス |

またデールという未編入領域もある。

## 政治
2008年の大統領選挙では共和党候補のジョン・マケインが僅か4票差で民主党候補のバラク・オバマを制した。この選挙で国内の郡では最小の差となった。

## メディア
ジェロールド郡では週刊新聞のトルー・ダコタンが発行されている。